# Epicadinus albimaculatus
Epicadinus albimaculatus är en spindelart som beskrevs av Mello-Leitao 1929. Epicadinus albimaculatus ingår i släktet Epicadinus och familjen krabbspindlar. Inga underarter finns listade i Catalogue of Life.